# 눈먼 자들의 도시
《눈먼 자들의 도시》(포르투갈어 원제: Ensaio sobre a cegueira)는 포르투갈의 노벨문학상 수상 작가 주제 사라마구가 쓴 장편 소설이다. 이전에 출간된 《예수복음》, 《수도원의 비망록》과 함께 그의 가장 유명한 작품 중 하나로 꼽힌다. 1995년에 포르투갈어판이, 그리고 1998년에 한국어판이 출간되었다.
《눈먼 자들의 도시》는 이름 붙여지지 않은 한 도시의 주민 거의 모두가 설명할 수 없는 집단적 실명에 걸리게 되고, 그에 따라서 빠른 속도로 붕괴되는 사회의 모습을 묘사한 소설이다.
2008년에는 이 소설을 원작으로 한 같은 이름의 영화 《눈먼 자들의 도시》가 개봉했다.

## 줄거리 요약
소설은 첫 번째로 눈이 먼 남자와 그를 진료했던 의사, 의사의 아내, 의사가 진료했던 다른 환자들, 정신병원에서 만난 다른 사람들로 구성된 집단을 중심으로 이야기를 전개하고 있으며, 주인공이자 설명할 수 없는 이유로 인해서 실명을 피해갈 수 있었던 의사의 아내의 관점에서 사건들을 바라본다. 기존의 평범한 실명과 달리 모든 것이 하얗게 보이게 되어 백색실명이라고 불리게 되는 이 집단적 실명 현상은 원인불명의 전염병이다. 그에 따라 사람들은 실명에 대한 극심한 불안감을 겪게 되며, 정부는 백색실명을 겪고 있는 사람들을 격리수용하는 방식으로 문제를 해결하려고 시도한다.
소설의 첫 번째 장면은 평범한 어느 날 오후, 차를 운전하던 한 남자가 차도 위에서 신호를 기다리던 중 갑자기 눈이 멀어버리는 것으로 시작한다. 그는 다른 남자의 안내를 받아서 집에 무사히 도착한다. 그 사건이 시발점이 되어 그를 간호한 아내도, 남자가 치료받기 위해 들른 병원의 환자들도, 그를 치료한 안과 의사도 모두 눈이 멀어버린다.
정부는 백색실명 현상을 전염병으로 여기고 눈먼 자들을 빈 정신병동에 격리수용하기에 이른다.
아수라장이 되어버린 병동에서 오직 의사의 아내만이 충격적인 현장을 목격한다. 군인들은 자신들도 전염될까봐 사람들을 총으로 무자비하게 죽이고, 격리자들 중 한 무리는 자신들의 성욕을 채우기 위해 음식을 독점한 채 여자를 데려오라고 한다. 의사의 아내는 그들 중 우두머리를 가위로 찔러 살해한다. 그리고 정신병원에 불을 낸다. 정신병원 밖으로 나가자, 병동을 지키던 군인들은 이미 없고 수용되었던 사람들은 병동 밖으로 뛰쳐나온다. 군인들 역시 모두 눈이 멀었던 것이다. 도시의 사람들은 모두 눈이 멀어서 음식을 찾으러 길거리를 돌아다니고 아무데나 배설을 한다. 개들은 길거리에서 죽은 사람들의 시체를 뜯어먹는다. 눈이 보이는 의사의 아내는 자신의 남편인 의사, 색안경 낀 여자, 사팔뜨기 소년, 첫 번째로 눈이 먼 남자, 검은 안대를 한 노인등을 데리고 자신의 집으로 돌아온다.
거기서 그들은 음식을 찾아 먹고, 몸을 씻고 잠을 청한다. 그러던 어느날, 맨 처음으로 눈이 보이지 않게 된 남자의 시력이 회복되며, 시간이 지남에 따라 다른 눈먼 자들의 시력 역시 돌아온다.